# Marc Beaudet (caricaturiste)
 (décembre 2018).
Marc Beaudet est un caricaturiste ainsi qu'un dessinateur québécois de bande dessinée né en 1971 à Île Perrot près de Montréal au Canada.
Il est surtout renommé pour ses caricatures éditoriales dans le quotidien montréalais Le Journal de Montréal depuis 2002.

## Biographie
Marc Beaudet obtient son Bachelor en sociologie de l'Université Laval en 1993, et entame des études de maîtrise en travail social. Après, il débute comme caricaturiste en direct au Manoir Richelieu en décembre 1996, la même année où il est publié pour la première fois dans le journal étudiant Impact Campus. En 1997, il devient caricaturiste pigiste au Journal de Québec dans la section des sports. De 1998 à 2000, Beaudet produit des caricatures en direct à l'émission Sports 30 Mag au Réseau des Sports (RDS).
Il entre au Journal de Montréal le 21 janvier 2002 comme caricaturiste éditorial. Ses caricatures font l'objet d'une publication en recueil chaque année depuis 2003. C'est en 2011 qu'il se lance dans la réalisation de bandes dessinées pour les jeunes avec la série Gangs de rue dont trois tomes sont parus. Il est aussi l'auteur des illustrations du livre L'Amour pour toujours : démarche palliative de Line Saint-Amour dans la collection Bien dans sa peau.
Marc Beaudet a remporté le prix du meilleur caricaturiste du Canada au Concours canadien de journalisme en 2006 et 2011. Beaudet a aussi reçu une reconnaissance internationale (Mention honorable) au concours World Press Cartoon 2009, au Portugal, pour sa caricature Génération Y.
Marc Beaudet est membre de l'Association canadienne des dessinateurs éditoriaux et de l'organisme Caricatures pour la paix. Le 1er avril 2013, le caricaturiste Beaudet a fondé Beaudetoon Studios inc., une entreprise de création et de production de dessins animés humoristiques.
En 2014, il participe à l'exposition annuelle 1001 Visages comme invité d'honneur.

## Œuvres

### Caricature
- 2003 : Les meilleures caricatures de Beaudet, Les Éditions Quebecor, Montréal ;
- 2004 : Les meilleures caricatures de Beaudet, tome 2, Les Éditions Quebecor, Montréal ;
- 2005 : Marc Beaudet  Incisif, Les Éditions Quebecor, Montréal ;
- 2006 : Beaudet  Incisif et mordant !, Les Éditions Quebecor, Montréal ;
- 2007 : Beaudet 2007, Les Éditions Quebecor, Montréal ;
- 2008 : Beaudet 2008, VLB Éditeur, Montréal ;
- 2009 : Les blues d’un caricaturiste en lock-out, Les Éditions Michel Brûlé, Montréal.

### Bande dessinée
Gangs de rue
- 1. Les rouges contre les bleus, Éditions Un monde différent, Montréal,  (ISBN 978-2-89225-762-5), 2011.
Scénario : Luc Boily - Dessin : Marc Beaudet
- 2. La marche orange[3],[4], Éditions Un monde différent, Montréal,  (ISBN 978-2-89225-795-3), 2012.
Scénario : Luc Boily - Dessin : Marc Beaudet
- 3. Alerte rouge, Éditions Un monde différent, Montréal,  (ISBN 978-2-89225-833-2), 2013.
Scénario : Luc Boily - Dessin : Marc Beaudet
- 4. Décomposition numérique[5] , Éditions Un monde différent, Montréal,  (ISBN 978-2-89225-897-4), 2015.
Scénario : Luc Boily - Dessin : Marc Beaudet

### Roman
- 2016 : Connexion[1], Le Dauphin Blanc, Québec.

### Illustration
- 2012 : L'Amour pour toujours : démarche palliative, texte de Line St-Amour, collection Bien dans sa peau  (ISBN 9782892258066)

## Expositions

### Collectives
- 2009 : 1001 Visages, sous le thème L'Internationale de la caricature, sur la rue Ontario, Montréal ;
- 2012 : La fin du monde... en caricatures! Musée McCord, Montréal ;
- 2014 : 1001 Visages, sous le thème La Caricature par la bande... dessinée, salle communautaire, Val-David ;

## Distinctions
- 2006 : Prix du meilleur caricaturiste au Canada, Concours Canadien de Journalisme[1] ;
- 2009 : Mention honorable, World Press Cartoon, Portugal[2] ;
- 2011 : Prix du meilleur caricaturiste au Canada, Concours Canadien de Journalisme[1] ;
- 2013 : Finaliste au Concours international d’arts visuels Juste pour rire 2013 à la Place des Arts de Montréal ;
- 2014 : Mention d’honneur au Concours international d’arts visuels Juste pour rire 2014 à la Place des Arts de Montréal[6] ;
- 2014 : Invité d'honneur, Exposition 1001 Visages[7].